# Sonny Malone
Sonny Malone est une monteuse de films pornographiques ayant remporté deux AVN Awards au cours de sa carrière, en tant que Meilleure monteuse en 2005 pour The Masseuse et en 2006 pour The New Devil in Miss Jones.

## Biographie
Sonny Malone entre à l'AVN Hall of Fame en 2011.